# Fórmula de Bellard
A fórmula de Bellard, como usada por PiHex, o agora completo projeto de sistema de processamento distribuído, é usada para calcular os n-ésimos dígitos de π na base 16. É uma versão rápida (ca. 43% mais rápido) da fórmula BBP (fórmula de Bailey–Borwein–Plouffe.
A fórmula foi descoberta por Fabrice Bellard em 1997.
Uma importante aplicação é na verificação do cálculo de todos os dígitos de pi por outros meios. Ao invés de precisar calcular todos os dígitos duas vezes por dois algoritmos separados para garantir que o cálculo é correto, o dígito final de um cálculo muito longo de todos os dígitos pode ser verificado pela fórmula muito rápida de Bellard.

## Fórmula
{\displaystyle {\begin{aligned}\pi ={\frac {1}{2^{6}}}\sum _{n=0}^{\infty }{\frac {(-1)^{n}}{2^{10n}}}\,\left(-{\frac {2^{5}}{4n+1}}\right.&{}-{\frac {1}{4n+3}}+{\frac {2^{8}}{10n+1}}-{\frac {2^{6}}{10n+3}}\left.{}-{\frac {2^{2}}{10n+5}}-{\frac {2^{2}}{10n+7}}+{\frac {1}{10n+9}}\right)\end{aligned}}}